# 长长的梦 (YUKI的单曲)
「长长的梦」（日语：長い夢）是YUKI的第10张单曲。

## 简介
- 按照YUKI在演唱会中第一次披露这首歌时说的话，这首歌是「在想起（2005年3月时突然去世的1岁11个月的）儿子的时候所写的歌」。但是，实际上是在YUKI的大儿子去世之前就完成的，在儿子去世之后再次录制，这时才把歌名改为「长い梦」的（当初在HMV等发表时的歌名是「Bye Bye」。或许实在是太容易让她想起自己的不幸才把歌名更改了）[1]。
- PV是有YUKI官网上创作的卡通人物「ゆきんこ」作为主角登场的童话风的CG动画作品，YUKI本人并没有出镜。

## 收录曲
1. - 作詞：YUKI／作曲・編曲：蔦谷好位置
  - Sony Mobile Communications『au W31S』广告曲
2. -HARCO REMIX-
3. -Instrumental-

## 收录专辑
- Wave（#1）
- five-star（#1）
- POWERS OF TEN（#1）